# Хассель (Штендаль)
Хассель (нем. Hassel) — община в Германии, в земле Саксония-Анхальт.
Входит в состав района Штендаль. Подчиняется управлению Арнебург-Гольдбек. Население составляет 948 человек (на 31 декабря 2010 года). Занимает площадь 11,99 км².

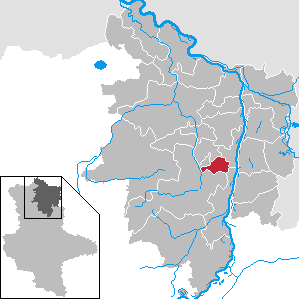
Хассель (Штендаль)